# 小沢真理
小沢 真理（おざわ まり、2月1日 - ）は、日本の漫画家。北海道札幌市出身。女性。血液型はB型。札幌大谷短期大学美術科卒業。作品に『世界でいちばん優しい音楽』『ニコニコ日記』などがある。

## 来歴
1981年、「はるかな星のイブ」が『別冊少女フレンド』（講談社）の第21回新人まんが賞で入選となり、同誌7月号に掲載されデビューを果たす。同誌や『mimi』、『BE・LOVE』（講談社）で活動。
1990年代前半からは『Kiss』（講談社）、『Cocohana（旧コーラス）』（集英社）を中心に作品を掲載。
1995年に、『世界でいちばん優しい音楽』で第19回講談社漫画賞少女部門を受賞。
初期の作品には、大島弓子やロックミュージックの影響が垣間見られる。加えて、小人や人形が登場するメルヘンを感じさせる作品のほか、大人の女性の恋愛や親子の家族愛をテーマにした作品を描いている。

## 作品リスト
- 指環物語（1982年発行、別冊フレンド、講談社、全1巻）※指環をテーマにした3篇のオムニバス作品＋デビュー作＋他1作。
- ルナティック・ナイト（1983年発行、別冊フレンド、講談社、全1巻）
- ロマンス（1984年発行、別冊フレンド、講談社、全1巻）
- ささやきをアンコール（1985年発行、別冊フレンドDXジュリエット、講談社、全1巻） ※初のシリーズ連載
- 土曜日が待ちどおしい（1986年発行、別冊フレンド、講談社、全1巻） ※初の長篇連載
- 苺たちの校庭－ストロベリーフィールド－（1987年発行、別冊フレンド、講談社、全1巻）
- わたしの好きなもの（1987年発行、別冊フレンド、講談社、全1巻）
- 薔薇色のラビリンス（1987年発行、別冊フレンド、講談社、全1巻）
- プラチナの朝（あした）（1988年発行、別冊フレンド、講談社、全1巻）
- ルウルウはちいさなともだち（1987年 - 1988年、別冊フレンド増刊、別冊フレンド掲載　コミックス1989年、全1巻）
- わたしの好きなもの（1988年、Fortnightly mimi、講談社、全1巻）
- いつまでも恋人時代（1988年 - 1989年、mimi Carnival、Fortnightly mimi、講談社、全1巻）
- ベビーフェイスの夏（1989年発行、BE・LOVEパフェ、講談社、全1巻）
- わたしの不良（1990年発行、mimi Carnival、Fortnightly mimi、講談社、全1巻）
- blue（1990年 - 1991年、Fortnightly mimi、講談社、全2巻）
- ダーリン（1991年発行、BE・LOVEパイン、BE・LOVEパフェ、講談社、全1巻）
- 逢いたくなった時に君はここにいない（1992年発行、mimi、講談社、全1巻）
- それはちょっとおいしい薬（1993年発行、Kiss、mimi Carnival、講談社、全1巻）
- ふたりのロマンチスト（1993年発行、YOUNG ROSE、BE・LOVEパイン、かれん、講談社、全1巻）
- 世界でいちばん優しい音楽（1993年 - 1999年、Monthly Kiss、mimi Carnival、Kiss、講談社、全16巻） -  第19回講談社漫画賞少女部門の受賞作。1996年と2005年にテレビドラマ化。
  - Woo-Baby（1995年、mimi Carnival、全1巻） - 『世界でいちばん優しい音楽』番外編。
- ニコニコ日記（2000年 - 2003年、コーラス、集英社、全6巻） - 2003年にテレビドラマ化。
- イージー★ライター（2000年 - 2001年、Kiss、全3巻）
- パパのさがしもの（2004年 - 2005年、Kiss、全3巻） - 原作はジョン・オファーレル（英語版）。
- PONG☆PONG（2005年 - 2008年、コーラス、全3巻）
- たんぽぽの綿毛（2005年 - 2007年、月刊flowers、小学館、全2巻）
- 苺田さんの話（2007年 - 2010年、Kiss、全6巻）
- 銀のスプーン（2010年 - 2017年、Kiss、全17巻） - 2015年にテレビドラマ化。
- 花物語（2011年 - 2013年、Cocohana、集英社、2014年3月25日発売、全1巻） - 原作は吉屋信子。
- アリスとアマリリス（2018年 - 2019年、Kiss、講談社、全4巻）